# ウィード空港
ウィード空港(FAA LID: O46) とは、カリフォルニア州シスキュー郡にある空港で標高895.5mにある。

## 設備
アスファルトで覆われた1524m(5000フィート)の滑走路一本を有する。

## 周辺
空港周辺は高速道路や空港に至る道路やパークス川、ボートン川、ボールズ川などの河川しかない。

## アクセス
一番空港に近い集落エッジウッドでは、車で約5分。歩いて約40分。中心街のウィードから車で約30分のところに位置している。